# Religión en Paraguay
La Constitución de la República del Paraguay establece la libertad de culto, y otras leyes y políticas que contribuyen a la práctica libre de la religión. La gran mayoría de la población paraguaya se considera católica, los datos del Vaticano afirman que Paraguay es el país de la región latinoamericana con más porcentaje de fieles católicos, siendo también el único país latinoamericano donde el catolicismo llega al 88.2% de la población total. Además, Paraguay es el país donde menos decrecen los fieles católicos (4 puntos porcentuales perdidos entre 1996 y 2013). Por otro lado, los creyentes evangélicos crecen menos de lo que decae el catolicismo, entre los años 1996 y 2013, solo ganaron entre 2 y 3 puntos porcentuales, mientras que el catolicismo decreció casi 5 puntos porcentuales, las denominaciones protestantes más activas de Paraguay son los menonitas en primer lugar, seguidos por bautistas, bautistas reformados, presbiterianos, adventistas y pentecostales. Su crecimiento es mayor en zonas urbanas que en aldeas o pueblos, 6 de cada 10 paraguayos evangélicos tiene buena posición económica. Otros cultos y religiones presentes son La Iglesia de Jesucristo de los Santos de los Últimos Días, Testigos de Jehová, musulmanes, judíos, bahaísmo, etc. En efecto, Paraguay es el país de América Latina con el mayor número de cristianos (en todas sus denominaciones).

## Cristianismo

### Catolicismo
Los católicos son el 88.2% de la población de Paraguay. La religión católica fue introducida en 1516 por los españoles, con la expedición de Juan Díaz de Solís. Durante la época colonial era la única religión permitida al igual que las demás colonias latinoamericanas. En Asunción se estableció el primer episcopado del Río de la Plata por auspicios del Emperador Carlos V y con la bula del Papa Paulo III "Super Specula Militantis Ecclesiae" del 1 de julio de 1547, con la que se creó el "Episcopatum Paraguariensis". El primer Obispo del Paraguay fue Fray Juan de los Barrios, consagrado en España el 10 de enero de 1548. Sin embargo, por peripecias propias de la época, no logró tomar posesión de su obispado y terminó ejerciendo en Colombia. El primer Obispo del Paraguay que se estableció en Asunción (la sede diocesana) fue Don Pedro Fernández de la Torre, quien ejerció la diócesis entre 1556-1573. El Obispado de Paraguay era sufragáneo del Virreinato de Perú.
A causa de la Revolución Comunera de Paraguay, el Obispado de Asunción perdió su primacía en la región como castigo por la rebelión.
El Primer Obispo luego de la Independencia del Paraguay fue Don Pedro García de Panés, quien gobernó bajo el estricto "Patronato Regio" que heredó el Dr. José Gaspar Rodríguez de Francia (quien, si bien fue severo en su administración de los bienes de la Iglesia, no rompió con el Papado ni creó una "Iglesia Nacional", contrariamente a lo que se cree). Panés falleció a finales de 1838, siendo un venerable anciano que sufría de los achacos de su edad, poco antes de la muerte del Dr. Francia en 1840.
Roma no perdió el tiempo y en 1842 el Fray Basilio López fue el primer Obispo de Paraguay nombrado (por el Papa Gregorio XVI) posteriormente a la Independencia (García de Panés había asumido antes de eso su cargo). Don Basilio, hermano de Carlos Antonio López, fue confirmado y consagrado Obispo en 1845 en Cuiabá.
Tras la Guerra de la Triple Alianza el Paraguay sufrió una catástrofe demográfica que también afectó a los prelados y sacerdotes. La sede quedó por largo tempo vacante hasta que en 1929 se vuelve a crear la provincia eclesiástica del Paraguay, con la Arquidiócesis de Asunción y las diócesis sufragáneas de Villarrica del Espíritu Santo y Concepción-Chaco. Monseñor Juan Sinforiano Bogarín fue su primer arzobispo. Por su parte, la Conferencia Episcopal Paraguaya está organizada en cuatro áreas y quince coordinaciones pastorales, entre las que se pueden mencionar: Promoción Humana, Pastoral Indígena, Familia, Vida y Cultura, Educación, Diaconado Permanente, Pastoral Bíblica y Catequesis.
En el censo del 2012 habían 5,749,888 católicos.

#### Arquidiócesis
1. Arquidiócesis de Asunción
2. Diócesis de Benjamín Aceval desde 1981
3. Diócesis de Caacupé desde 1967
4. Diócesis de Carapeguá
5. Diócesis de Ciudad del Este desde 2001
6. Diócesis de Concepción desde 1929
7. Diócesis de Coronel Oviedo desde 1976
8. Diócesis de Encarnación
9. Diócesis de San Juan Bautista de las Misiones
10. Diócesis de San Lorenzo
11. Diócesis de San Pedro
12. Diócesis de Villarrica del Espíritu Santo desde 1929
13. Vicariato de Chaco Paraguayo, sede en Asunción.
14. Vicariato de Pilcomayo
15. Ordinariato militar de Paraguay
16. Nunciatura en Paraguay.

### Protestantismo
La segunda afiliación religiosa más grande en Paraguay es el protestantismo, conocida en América Latina como la iglesia evangélica, que al igual que en América del Norte muestra una amplia gama de tradiciones. Representa a un 9.2% de la población (alrededor de 685,740 paraguayos). Los luteranos y menonitas son los grupos más tradicionales que están dominados por inmigrantes bastante recientes de ascendencia europea y sus descendientes, mientras que las iglesias evangélicas y / o carismáticas se han extendido en las últimas décadas principalmente en la vasta y arraigada población mestiza . 

#### Menonitas
Los menonitas pertenecen a comunidades etno-religiosas adheridas al movimiento anabautista. En Paraguay están establecidos principalmente en 19 asentamientos repartidos entre el Chaco Paraguayo y la Región Oriental del país. La Conferencia Mundial Menonita informó en 2006 que había 1 500 000 adultos miembros de las iglesias menonitas en el mundo. De esos, 30 000 están en Paraguay, una de las comunidades menonitas más numerosas de América Latina. La población menonita representa un 6.25% del total de evangélicos en el país.

##### Principales colonias
Hay dos grandes concentraciones de menonitas en Paraguay. La primera de ellas en la región del Gran Chaco (oeste), y la segunda, en el este del Paraguay.
| Colonia        | Ubicación | Fecha de fundación | Origen         | Población (1987) |
| -------------- | --------- | ------------------ | -------------- | ---------------- |
| Menno          | Oeste     | 1927               | Canadá         | 6,650            |
| Fernheim       | Oeste     | 1930               | Rusia          | 3,240            |
| Neuland        | Oeste     | 1947               | Rusia          | 1,330            |
| Friesland      | Este      | 1937               | Rusia          | 720              |
| Volendam       | Este      | 1947               | Rusia          | 690              |
| Bergthal       | Este      | 1948               | Canadá         | 1,490            |
| Sommerfeld     | Este      | 1948               | Canadá         | 1,860            |
| Reinfeld       | Este      | 1966               | Canadá         | 120              |
| Luzy Esperanza | Este      | 1967               | Estados Unidos | 110              |
| Agua Azul      | Este      | 1969               | Estados Unidos | 170              |
| Río Verde      | Este      | 1969               | México         | 2,490            |
| Tres Palmas    | Este      | 1970               | Combinado      | 220              |
| Santa Clara    | Este      | 1972               | México         | 130              |
| Río Corrientes | Este      | 1975               | Estados Unidos | 180              |
| Florida        | Este      | 1976               | Estados Unidos | 100              |
| Nueva Durango  | Este      | 1978               | México         | 2,050            |
| Campo Alta     | Este      | 1980               | México/Belice  | 120              |
| Manitoba       | Este      | 1983               | México         | 290              |
| Asunción       | Este      | N                  | Combinado      | 750              |
| Paraguay       |           |                    |                | 22,710           |

## Judaísmo
La comunidad judía del Paraguay es relativamente pequeña, comprendida por aproximadamente 1000 personas, en su mayoría asquenazíes. Gran parte de los judíos paraguayos residen en Asunción y su área metropolitana, y en otras localidades como Encarnación, Ciudad del Este y Villarrica.

## Islam

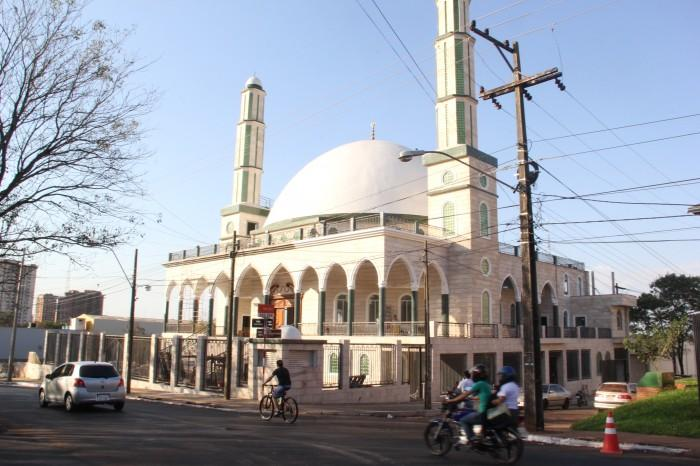
Mezquita en Ciudad del Este.

La comunidad islámica del Paraguay se concentra principalmente en las ciudades de Asunción y Ciudad del Este.